# 国朝名臣事略
『国朝名臣事略』（こくちょうめいしんじりゃく）は、1329年（天暦2年）に成立した元代の蘇天爵による伝記集。原題は『国朝名臣事略』であるが、明代以後は「国朝」の指す対象が変わったため、『元朝名臣事略』という書名でも表記されるようになった。

## 概要
著者の蘇天爵は元末を代表する文人の一人であり、モンゴル朝廷の元で『元朝実録』や『経世大典』に携わるなどモンゴル政権の事情にもよく通じた人物であった。本書は朱熹による『宋名臣言行録』や杜大珪『名臣碑伝珠集』を先例に、モンゴル帝国初期からブヤント・カアン（仁宗アユルバルワダ）に至る47名の功臣の伝記を所収する。
本書の最大の特徴は、多種多様な墓碑・墓誌・行状・家伝に基づいて本文を記載した上で、一つ一つ出典を明示している点にある。例えば、耶律楚材の伝記である「中書耶律文正王」では「趙衍撰行状」という現存しない書が引用されているが、これは耶律楚材の最も著名な伝記を記した宋子貞が参照した『行状（故人の業績を書き記したもの）』そのものであると考えられる。このように、他には見られない散逸した書籍が引用されている点で本書の史料価値は高いと評されている。また、内容としては最初の4巻がいわゆる「蒙古人」と「色目人」で、残りは全て「漢人（ここでは旧金朝領出身者を指す）」であり、「南人（旧南宋領出身者）」は一人も含まれないことも特徴の一つである。
乾隆年間に編集された『武英殿聚珍版書』は版本が悪く、後に発見された1335年（元統3年）付け余志安の勤有書堂刊本に基づいた影印本が主に用いられている。

## 内容
| 巻題 | 節目                                                           |
| ---- | -------------------------------------------------------------- |
| 巻1  | 太師魯国忠武王、丞相東平忠憲王                                 |
| 巻2  | 丞相淮安忠武王、丞相河南武定王、丞相楚国武定公                 |
| 巻3  | 太師広平貞憲王、太師洪陽忠武王、枢密句容武毅王                 |
| 巻4  | 丞相興元忠献王、丞相順徳忠献王、平章魯国文貞公、平章武寧正憲王 |
| 巻5  | 中書耶律文正王、中書楊忠粛公                                   |
| 巻6  | 総帥汪義武王、万戸厳武恵公、万戸張忠武王、元帥張献武王         |
| 巻7  | 太保劉文正公、丞相史忠武王、平章廉文正王、左丞張忠宣公         |
| 巻8  | 内翰竇文正公、左丞姚文献公、左丞許文正公                       |
| 巻9  | 太史王文粛公、太史郭公                                         |
| 巻10 | 尚書劉文献公、平章宋公、参政楊文献公、宣慰張公                 |
| 巻11 | 左丞李忠宣公、参政商文定公、枢密趙文正公                       |
| 巻12 | 内翰王文康公、内翰王文忠公、尚書李公、太常徐公                 |
| 巻13 | 廉訪使楊文憲公、内翰李文正公、太史楊文康公                     |
| 巻14 | 左丞董忠献公、内翰董忠穆公、枢密董正献公                       |
| 巻15 | 国信使郝文忠公、静修劉先生                                     |